# Бу-ух!
«Бу-ух!» (англ. Whaam!) — диптих в стиле поп-арт, созданный американским художником Роем Лихтенштейном в 1963 году. Работа была впервые выставлена в Галерее Лео Кастелли в Нью-Йорке в 1963 году и приобретена лондонской Современной галереей Тейт в 1966 году. «Бу-ух!» находится в её постоянной экспозиции с 2006 года.
На левой части диптиха изображён истребитель, запускающий ракету, которая в правой панели попадает во второй самолёт, который взрывается, будучи объятым огнём. Лихтенштейн заимствовал изображения для диптиха с нескольких рисунков из комиксов. Он преобразовал свой основной источник, рисунок из военного комикса 1962 года, представив его как диптих и изменив соотношение графических и повествовательных элементов. Название картины является неотъемлемой частью её действия и эффекта, и отображается большими буквами в правой части диптиха.
Лихтенштейн учился на художника до и после службы в Армии США во время Второй мировой войны. Он участвовал в зенитных учениях во время базовой военной подготовки и был направлен на подготовку пилотов, программа которой была отменена до своего начала. Среди тем, которыми Лихтенштейн занимался после войны, были любовные отношения и война. Он изобразил воздушный бой в нескольких работах. «Бу-ух!» является частью серии о войне, над которой художник работал между 1962 и 1964 годами, и наряду с «Как я открыл огонь» (1964) является одной из его двух больших картин на тему войны.

## История
В основе диптиха «Бу-ух!» лежит адаптация рисунка Ирв Новик из истории «Star Jockey» из номера 89 комикса «All-American Men of War», опубликованного издательством DC Comics в феврале 1962 года. Оригинал является частью последовательности сновидений, в которой вымышленный пилот Второй мировой войны P-51 Mustang Джонни Летающее Облако, «ас навахо», представляет себя за штурвалом реактивного истребителя, сбивающего другие реактивные самолеты. В своей работе Лихтенштейн заменил как атакующий самолёт так и его цель на другие типы самолётов. Журналист Пол Граветт предполагал, что художник заменил атакующий истребитель самолётом из комикса «Wingmate of Doom», проиллюстрированного Джерри Гранденетти в следующем номере «All-American Men of War», вышедшем в апреле 1962 года. В то же время самолёт, ставший целью в диптихе, по его же мнению, был заимствован из рисунка Русса Хита из третьей панели третьей страницы истории «Aces Wild» из того же номера 89. В диптихе Лихтенштейна также отсутствует текстовый баллон из первоисточника, в котором пилот восклицает: «Враг стал пылающей звездой!» (англ. The enemy has become a flaming star!).
Меньшая однопанельная картина «Текс!» (англ. Tex!), написанная маслом Лихтенштейной примерно в то же время, имеет аналогичную композицию с самолётом в левом нижнем углу, стреляющим ракетой «воздух-воздух» по второму самолёту, который взрывается в правом верхнем углу с комментарием в виде текстового баллона. Тот же номер 89 комикса «All-American Men of War» послужил источником по меньшей мере для ещё трёх картин Лихтенштейна: «Ладно, горячая штучка, ладно!», «Браттата» и «Блям». Графитовый карандашный набросок «Лётчик-истребитель» также был основан на рисунке из этого выпуска.
Лихтенштейн неоднократно изображал воздушные бои между США и СССР. В начале и середине 1960-х он создавал «взрывные» скульптуры, развивая в них тему «катастрофического высвобождения энергии», получившую своё отражение и в картинах, таких как «Бу-ух!», и изображая её в отдельных и рельефных формах. В 1963 году Лихтенштейн пародировал различные произведения искусства, от рекламы и комиксов до современных ему шедевров «высокого искусства» (Сезанна, Мондриана, Пикассо и других). В то время Лихтенштейн отмечал, что вещами, которые он пародировал, он на самом деле восхищался. 
Согласно данным Фонда Лихтенштейна «Бу-ух!» был представлен на второй персональной выставке Лихтенштейна в Галерее Лео Кастелли, проходившей с 28 сентября по 24 октября 1963 года.
«Бу-ух!» был приобретён Галереей Тейт в 1966 году. В 1969 году Лихтенштейн также пожертвовал её свой первоначальный графитовый рисунок на бумаге «Рисунок к «Бу-ух!»», описав его как «карандашные каракули». Согласно Тейт, Лихтенштейн утверждал, что этот рисунок представлял его первую визуализацию диптиха и что он был создан как раз перед тем, как он начал работать над картиной. «Бу-ух!» находится в постоянной экспозиции Галереи Тейт с 2006 года. В 2012—2013 годах обе работы участвовали в крупнейшей ретроспективной выставке Лихтенштейна, которая прошла в Чикагском институте искусств, Национальной галерее искусства в Вашингтоне, Галерее Тейт в Лондоне и Центре Жоржа Помпиду в Париже. 

## Критика
Картина была, по большей части, хорошо принята художественными критиками, когда впервые была выставлена. В обзоре журнала Art Magazine за ноябрь 1963 года Дональд Джадд описал «Whaam!» как одну из «самых широких и мощных картин» выставки 1963 года в галерее Кастелли. В своем обзоре выставки художественный критик The New York Times Брайан О'Доэрти описал технику Лихтенштейна как «машинописный пуантилизм». По словам О'Доэрти, результатом творчества стало «конечно, не искусство, но время может сделать его таковым», в зависимости от того, можно ли будет его «ассимилировать, что, по всем признакам, и происходит».
Галерея Тейт в Лондоне приобрела работу в 1966 году, что привело к жарким спорам среди ее попечителей и некоторых активных представителей общественности. Некоторые попечители Тейт выступили против приобретения, среди них скульптор Барбара Хепуорт, художник Эндрю Фордж и поэт и критик Герберт Рид.